# Einar Zangenberg
Einar Christian Constantin Zangenberg (22. december 1882 i København – 24. oktober 1918 i Wien) var en dansk skuespiller, manuskriptforfatter og filminstruktør.
Han filmdebuterede hos Nordisk Film i 1908, men startede først rigtig i 1910, hvorefter han hurtigt blev en af selskabets mest brugte og markante filmstjerner. Han var den første danske filmskuespiller, der også kunne flyve en flyvemaskine – såvel som køre bil, ride og svømme – han fik derfor ofte forskellige stuntroller; bl.a. i filmene En Lektion (1911), Den store Flyver (1912) og En Opfinders Skæbne (1912), hvor han medvirkede som pilot ("aviator").
I 1911 skiftede han til filmselskabet Kinografen, hvor han blev direktør og kunstnerisk leder og både instruerede og medvirkede i selskabets film. Omkring 1914 rejste han til Berlin, Tyskland, hvor han arbejdede som filminstruktør og skuespiller, indtil han blev ramt af Den Spanske Syge og døde i Wien i 1918.
Einar Zangenberg var gift med skuespillerinden Alfi Zangenberg (1882-1966), der var flyttet med ham til Berlin og også medvirkede i mange af hans film.

## Filmografi

### Som skuespiller
| - Sherlock Holmes III (som Sherlock Holmes; instruktør Viggo Larsen, 1908) - Trolovelsesringen (ukendt instruktør; 1910) - Dobbeltgængeren (som detektiven; instruktør Holger Rasmussen; 1910) - Den hvide Slavehandel (instruktør August Blom; 1910) - Kean (som prinsen af Wales; instruktør Holger Rasmussen; 1910) - Den sorte Domino (som detektiven; ukendt instruktør; 1910) - Hvem er hun? (som Raymond, Fleuriots søn; instruktør Holger Rasmussen; 1910) - Kuffertens Hemmelighed (som tjeneren; ukendt instruktør; 1910) - Magdalene (som Finch, grosserer; instruktør Holger Rasmussen; 1910) - Tyven (ukendt instruktør; 1910) - To Tjenestepiger (som opdageren; ukendt instruktør; 1910) - Kunstnerlykke (ukendt instruktør; 1910) - Krybskyttens Søn (ukendt instruktør; 1910) - Samvittighedens Stemme (ukendt instruktør; 1910) - Forræderen (som løjtnant Orlof; ukendt instruktør, 1910) - Sølvdaasen med juvelerne (ukendt instruktør, 1910) - Hittebarnet (som postbud; instruktør Holger Rasmussen, 1910) - Robinson Crusoe (som Robinson Crusoe; instruktør August Blom, 1910) - Den Livegne (som godsejeren; ukendt instruktør, 1910) - Fugleskræmslet (ukendt instruktør, 1910) - Kosakfyrsten (som løjtnanten; ukendt instruktør, 1911) - En Lektion (som aviatikeren Florian; instruktør August Blom; 1911) - Ungdommens Ret (som Kammerjunker von Plessen; instruktør August Blom; 1911) - Jagten paa Gentleman-Røveren Singaree (som cowboyen; instruktør August Blom; 1911) - Hamlet (som Laertes; instruktør August Blom; 1911) - Folkets Vilje (som Fyrst Wolmer von Krakau; instruktør Eduard Schnedler-Sørensen; 1911) - Den forsvundne Mona Lisa (som Jean Franck, journalist; instruktør Eduard Schnedler-Sørensen; 1911) | - Morfinisten (instruktør Louis von Kohl; 1911) - Dødsflugten (instruktør Eduard Schnedler-Sørensen; 1911) - Hotelmysterierne (som Sherlock Holmes; ukendt instruktør; 1911) - Dr. Gar el Hama (som detektiv Newton; instruktør Eduard Schnedler-Sørensen; 1911) - Den stjaalne Millionobligation (som Dr. Mors; ukendt instruktør; 1911) - Den svarte doktorn (som en dagdriver; ukendt instruktør; 1911; Sverige) - En Opfinders Skæbne (som den unge opfinder; instruktør August Blom; 1912) - Eventyr paa Fodrejsen (som Herløv, student; instruktør August Blom; 1912) - Den sidste Hurdle (som Auditør Falck; egen instruktion; 1912) - Storstadsvildt (som "Smukke Charles"; egen instruktion; 1912) - Strandingen i Vesterhavet (som Carl, fisker og Maries kæreste; instruktør Eduard Schnedler-Sørensen; 1912) - Kansleren kaldet "Den sorte Panter" (som Mr. William; ukendt instruktør; 1912) - Den store Flyver (som Jean Aubert; instruktør Urban Gad; 1912) - Ildfluen (som Rudi, forpagtersøn; egen instruktion; 1913) - Adrianopels Hemmelighed (som Boris Tschakowski, militærflyver; egen instruktion; 1913) - Pierrots Kærlighed (som Grev Stanislaus; ukendt instruktør; 1913) - Dødsklippen (som Jørgen, Ellas søn; egen instruktion; 1913) - Bristede Strenge (som Leyden, violinvirtuos; ukendt instruktør; 1913) - En Kvindes Ære (som Jørgen Trolle, godsejer og ritmester; egen instruktion; 1913) - Den røde Klub (som Boris, Stanislaus' adjudant; ukendt instruktør; 1914) - Borgkælderens Mysterium (som Max, leder af banden 'Sorte Handske'; egen instruktion; 1914) - Forbandelsen (som Thor, billedhugger; ukendt instruktør; 1914) - Badehotellet (som Baron Plessen; ukendt instruktør; 1915) - Under Galgen (som oberst Bjelke; ukendt instruktør; 1915) - Dødssejleren (som kaptajn; ukendt instruktør; 1915) - Das Kind meines Nächsten (som Schmied Alois Brandstätter; egen instruction; 1918; Tyskland) |

### Som instruktør
- Zigeunersken (1911)
- En Bryllupsaften (1911)
- Trofast Kærlighed (1912)
- Den sidste Hurdle (1912)
- Storstadsvildt (1912)
- Kvindehjerter (1912)
- Marconi-Telegrafisten (1912)
- Ildfluen (1913)
- Adrianopels Hemmelighed (1913)
- Den store Cirkusbrand (1913)
- Skæbnens Veje (1913)
- Moderkærlighed (1913)
- En Kvindes Ære (1913)
- Borgkælderens Mysterium (1914)
- I Tronens Skygge (1914)
- Elskovsbarnet (1914)
- Statens Kurér (1915)
- Den trætte Frederik (1915)
- Das Kind meines Nächsten (1918; Tyskland)

### Som manuskriptforfatter
- Storstadsvildt (som "Smukke Charles"; egen instruktion; 1912)
- Kvindehjerter (egen instruktion 1912)
- Marconi-Telegrafisten (egen instruktion; 1912)
- Kansleren kaldet "Den sorte Panter" (ukendt instruktør; 1912)